# NGC 3887
NGC 3887 (другие обозначения — MCG -3-30-12, UGCA 246, IRAS11445-1634, PGC 36754) — спиральная галактика в созвездии Чаши. Открыта Уильямом Гершелем в 1785 году.
Галактика имеет ядро заметно более голубого цвета, чем остальная галактика. Профиль поверхностной яркости её диска имеет излом на радиусе, совпадающем с размером бара. Предполагается, что в галактике есть внутреннее кольцо, но на изображении в полосе B его не видно. Наблюдаются два радиуса коротации на угловых расстояниях 28 и 57 секунд дуги от центра галактики.
Этот объект входит в число перечисленных в оригинальной редакции «Нового общего каталога».